# Osvaldo Sarabia
Osvaldo Sarabia Vilches (*Santiago de Chile, 14 de enero de 1952) es un oficial de la Fuerza Aérea de Chile,  se desempeñó como Comandante en Jefe de la Fuerza Aérea hasta el 3 de noviembre de 2006 fecha en la cual pasó a retiro.

## Antecedentes Académicos
Obtuvo su título de oficial el 1 de enero de 1971. El año 1985 obtuvo su título de Oficial de Estado Mayor en la Academia de Guerra de la Fuerza Aérea. El General Sarabia es Ingeniero de Ejecución en Sistemas Aeronáuticos, Magíster en Ciencias de la Administración Militar y Magíster en Gestión de Recursos Humanos en la Universidad Gabriela Mistral.

## Destinos
En el año 1971, en el grado de subteniente fue destinado a la Base Aérea de Quintero, el año 1972 continuó sus servicios en el Grupo de Aviación N°12, en el año 1973 fue destinado al Ala Base N° 1, Grupo de Aviación N.º 9, en donde permaneció hasta 1978. El año 1979 es destinado al Comando de Personal para cumplir comisión en Francia. En 1980 es destinado al Grupo de Aviación N° 4, y en 1985 obtiene la especialización en Estado Mayor. En 1987 fue destinado al Comando de Personal para cumplir comisión en Brasil, el año 1988 fue nombrado profesor en la Academia de Guerra Aérea y en 1989 fue derivado a la Comandancia en Jefe como edecán.
En 1990 fue nombrado Comandante del Grupo de Aviación N° 4, en 1993 es destinado a la Inspectoría General de Institución, en 1994 al Estado Mayor General de la Fuerza Aérea, y en 1995 al Comando Logístico. En 1996 es nombrado Director de la Academia Politécnica Aeronáutica, en 1998 trabajó en el Comando Logístico de la Misión Aérea en Estados Unidos, mientras que el 2000 es nombrado Comandante en Jefe de la IV Brigada Aérea y 2001 director de Operaciones e inspector general de la Fuerza Aérea.
El 28 de diciembre de 2001, en el grado de general de Aviación asume como jefe del Estado Mayor de la Defensa Nacional.
El 5 de noviembre de 2002, el Supremo Gobierno le confiere el ascenso al grado de General del Aire y asume la Comandancia en Jefe de la Fuerza Aérea de Chile.
En febrero de 2006 Sarabia apareció en una foto con el presidente Ricardo Lagos en la zona no demarcada del campo de hielo patagónico sur, lo que causó una controversia con Argentina.

## Antecedentes Militares
- 1966: Cadete Escuela de Aviación del Capitán Manuel Ávalos Prado
- 1970: Alférez
- 1971: Subteniente
- 1974: Teniente
- 1979: Capitán
- 1984: Comandante de Escuadrilla
- 1989: Comandante de Grupo
- 1994: Coronel
- 1998: General de Brigada Aérea
- 2000: General de Aviación
- 2002: General del Aire

## Condecoraciones y distinciones
El general Sarabia ha recibido una serie de reconocimientos y condecoraciones que incluyen: Condecoración de Servicios Distinguidos, Medalla Cincuentenario de la Fuerza Aérea de Chile, Estrella Militar por 10 años de Servicios, Condecoración de Honor por Servicios Distinguidos en el Grado de Gran Estrella, Medalla Minerva, Estrella al Mérito Militar por 20 años de servicios, Misión Cumplida, Gran Estrella al Mérito Militar por 30 años de Servicios, Presidente de la República en el Grado de Gran Oficial, Cruz al Mérito Aeronáutico en el Grado Mérito Aeronáutico.
El General Sarabia es casado con la señora Patricia Barrie Orellana y tienen tres hijos.
Actualmente se encuentra a cargo de la ACA (Academia de Ciencias Aeronáuticas) de la Universidad Técnica Federico Santa María.